# Afghanistan ai Giochi della XXX Olimpiade
L'Afghanistan ha partecipato ai Giochi della XXX Olimpiade di Londra, che si sono svolti dal 27 luglio al 12 agosto 2012, con una delegazione di sei atleti.
Rohullah Nikpai, taekwondoka già vincitore a Pechino 2008 di un bronzo nella categoria 58 kg, prima medaglia olimpica della storia dell'Afghanistan, è riuscito a confermare il risultato pur gareggiando nella categoria 68 kg.
Per la seconda edizione consecutiva l'Afghanistan ha concluso i Giochi con un'unica medaglia di bronzo.

## Medaglie
| Sport     | Oro | Argento | Bronzo | Totale |
| --------- | --- | ------- | ------ | ------ |
| Taekwondo | 0   | 0       | 1      | 1      |
| Totale    | 0   | 0       | 1      | 1      |

### Medaglie di bronzo
| Medaglia | Nome            | Sport     | Evento           |
| -------- | --------------- | --------- | ---------------- |
| Bronzo   | Rohullah Nikpai | Taekwondo | - 68 kg maschile |

## Atletica leggera
Gare maschili
| Atleta        | Gara        | Batterie | Batterie | Quarti          | Quarti          | Semifinali      | Semifinali      | Finale          | Finale          |
| Atleta        | Gara        | Tempo    | Pos.     | Tempo           | Pos.            | Tempo           | Pos.            | Tempo           | Pos.            |
| ------------- | ----------- | -------- | -------- | --------------- | --------------- | --------------- | --------------- | --------------- | --------------- |
| Massoud Azizi | 100 m piani | 11"19    | 6º       | non qualificato | non qualificato | non qualificato | non qualificato | non qualificato | non qualificato |

Gare femminili
| Gara              | Atleta      | Batterie | Batterie | Quarti          | Quarti          | Semifinali      | Semifinali      | Finale          | Finale          |
| Gara              | Atleta      | Tempo    | Pos.     | Tempo           | Pos.            | Tempo           | Pos.            | Tempo           | Pos.            |
| ----------------- | ----------- | -------- | -------- | --------------- | --------------- | --------------- | --------------- | --------------- | --------------- |
| Tahmina Kohistani | 100 m piani | 14"42    | 9ª       | non qualificata | non qualificata | non qualificata | non qualificata | non qualificata | non qualificata |

## Pugilato
Maschile
| Atleta         | Evento              | 16-esimi                     | Ottavi               | Quarti               | Semifinali           | Finale               |                 |
| Atleta         | Evento              | Avversario Risultato         | Avversario Risultato | Avversario Risultato | Avversario Risultato | Avversario Risultato |                 |
| -------------- | ------------------- | ---------------------------- | -------------------- | -------------------- | -------------------- | -------------------- | --------------- |
| Ajmal Faizzada | Pesi mosca (-51 kg) | Nordine Oubaali (FRA) P 9–22 | non qualificato      | non qualificato      | non qualificato      | non qualificato      | non qualificato |

## Judo
Afghanistan ha uno judoka presente.
Maschile
| Atleta         | Evento | Preliminari                      | 16-esimi             | Ottavi               | Quarti di finale     | Semifinali           | 1º Turno ripescaggi  | Ripescaggi Quarti    | Ripescaggi Semifinali | Finale               |
| Atleta         | Evento | Avversario Risultato             | Avversario Risultato | Avversario Risultato | Avversario Risultato | Avversario Risultato | Avversario Risultato | Avversario Risultato | Avversario Risultato  | Avversario Risultato |
| -------------- | ------ | -------------------------------- | -------------------- | -------------------- | -------------------- | -------------------- | -------------------- | -------------------- | --------------------- | -------------------- |
| Ajmal Faizzada | −66 kg | Miklós Ungvári (HUN) P 0000–0100 | non qualificato      | non qualificato      | non qualificato      | non qualificato      | non qualificato      | non qualificato      | non qualificato       | non qualificato      |

## Taekwondo
Maschile
| Atleta              | Evento | Ottavi                      | Quarti                           | Semifinale           | Ripescaggio Turno 1       | Ripescaggio Turno 2         | Finale               | Classifica |
| Atleta              | Evento | Avversario Risultato        | Avversario Risultato             | Avversario Risultato | Avversario Risultato      | Avversario Risultato        | Avversario Risultato | Classifica |
| ------------------- | ------ | --------------------------- | -------------------------------- | -------------------- | ------------------------- | --------------------------- | -------------------- | ---------- |
| Rohullah Nikpai     | −68 kg | M. Łoniewski (POL) V 12–5   | M.B. Motamed (IRI) P 4–5         | non qualificato      | David Boui (CAF) V 14–2   | Martin Stamper (GBR) V 5–3  | non qualificato      |            |
| Nesar Ahmad Bahavee | −80 kg | Issam Chernoubi (MAR) V 4–3 | Sebastián Crismanich (ARG) P 1–9 | non qualificato      | Vaughn Scott (NZL) V 11–6 | Mauro Sarmiento (ITA) P 0–4 | non qualificato      | 5º         |